# Botho von Frantzius
Botho von Frantzius (* 9. August 1898 in Sawdin; † 10. Dezember 1942 bei Newel) war ein deutscher Generalmajor im Zweiten Weltkrieg.

## Leben

### Herkunft
Botha war das zweite von sechs Kindern des Pächters der Domäne Sawdin und preußischen Oberamtmanns Alexander von Frantzius (* 1868) und dessen Ehefrau Klara, geborene Zimmermann (* 1871).

### Militärkarriere
Frantzius trat während des Ersten Weltkriegs am 23. Oktober 1916 als Fahnenjunker in das Dragoner-Regiment „König Albert von Sachsen“ (Ostpreußisches) Nr. 10 der Preußischen Armee ein. Er avancierte bis Ende Juni 1918 zum Leutnant und erhielt für sein Wirken das Eiserne Kreuz II. Klasse.
Nach Kriegsende und Auflösung der Alten Armee wurde Frantzius zum 1. November 1919 mit der Versetzung in das Reichswehr-Kavallerie-Regiment 41 zunächst in die Vorläufige Reichswehr übernommen. Mitte Mai 1920 folgte seine Versetzung in das Reiter-Regiment 2 der Reichswehr. Er stieg Ende Juli 1925 zum Oberleutnant auf, war ab 1. Oktober 1931 Chef der 1. Eskadron in Allenstein und avancierte am 1. Mai 1933 zum Rittmeister. Vom 1. Oktober 1934 bis zum 11. Oktober 1937 war er Eskadronchef im Reiter-Regiment 10 in Torgau, stieg zwischenzeitlich zum Major auf und war im Anschluss als Lehrer an der Schule für Schnelle Truppen in Krampnitz tätig.
Nach dem Beginn des Zweiten Weltkriegs und dem Überfall auf Polen wurde er am 18. Oktober 1939 zum Kommandeur der Aufklärungs-Abteilung 161 ernannt und war zugleich vom 27. September 1940 bis zum 12. März 1941 mit der Führung des Infanterie-Regiments 151 beauftragt, welches während dieser Zeit im Nordabschnitt der Ostfront lag. Hier zeichnete sich Frantzius bei der Eroberung der baltischen Inseln Moon, Ösel und Dagö aus, wofür er am 4. November 1941 das Ritterkreuz des Eisernen Kreuzes erhielt. Vom 24. Januar bis zum 15. Februar 1942 agierte Frantzius als stellvertretender Kommandeur des Infanterie-Regiments 176 sowie darauf bis 14. März 1942 in selbiger Position beim Infanterie-Regiment 504. Am 15. März 1942 wurde Frantzius Kommandeur des Infanterie-Regiments 504, welches am 15. Oktober 1942 in Grenadier-Regiment 504 umbenannt wurde. Dieses war taktisch der 291. Infanterie-Division im Bereich der Heeresgruppe Mitte unterstellt. Am 10. Dezember 1942 fiel Frantzius während eines Gefechts mit der Roten Armee bei Newel. Postum wurde er am 24. April 1943 mit Rangdienstalter vom 1. Dezember 1942 zum Generalmajor befördert.